# Юлий Цезар Буленгерус
Юлий Цезар Буленгерус е през 1558 г. в Лодунг, област Поату, Франция. През 1582 г. постъпва в йезуитския орден. Дванадесет години по късно, през 1594 г., го напуска и започва да преподава класическа литература в Париж, Тулуза и Пиза. 1614 постъпва отново в йезуитския орден. Умира 1628 в Каор.
Нашисва произведенията De imperatore et imperio Romano lib. XII., Historiarum sui temporis lib. XIII и Grävius Thesaur. antiquit. rom. u. Gronovs Thesaur. antiq. Graecar.